# Ирландско-шведские отношения
Ирландско-шведские отношения — двусторонние дипломатические отношения между Ирландией и Королевством Швеция. 

## История

### Эпоха викингов
Первый набег викингов на берега Ирландии зафиксирован в 795 году, когда группа норвежских викингов совершила непродолжительный налёт на остров Ратлин, где они ограбили и сожгли местный христианский монастырь. В текстах раннего Средневековья королей викингов называют преимущественно «язычниками», подчеркивая религиозные, а не этнические различия между ними и ирландцами. В отличие от скандинавских поселений в других местах Западной Европы, поселения викингов на территории Ирландии основывались не на сельском хозяйстве, а на торговле.
Датский историк Эльза Рёсдаль выделяет 4 этапа в истории викингов в Ирландии. В течение первого этапа, с первого набега 795 года и по 830-е годы, небольшие отряды викингов совершали короткие набеги на изолированные монашеские общины, располагавшиеся на островах или отдалённых местах побережья.
Второй этап затрагивает период с 830-х по 902 год. В это время экспедиции стали набирать обороты, масштабы грабежей становились больше, а корабли прорывались вглубь острова через такие реки, как Шаннон, Эрн и Бойн. В 841 году викинги основывают укреплённую базу к северу от восточного побережья — нынешний Дублин. Норвежец Олаф Белый и датчанин Ивар в 853 году прибывают в Дублин, где становятся его королями. Однако уже в 902 году коалиция ирландских королевств изгоняет викингов.
Промежуток между 914 и 980 годами характеризуется для истории Ирландии новой, ещё более мощной волной грабежей, охватившей весь остров. Сопротивление ирландских королей становится более сплочённым, благодаря чему им иногда удаётся одерживать над викингами победу. Стремительное процветание торговли приводит к основанию в Ирландии таких городов, как Лимерик, Уиклоу, Арклоу, Уотерфорд, Уэксфорд и, предположительно, Корк. К середине X века Дублин становится крупным торговым центром.
Последний этап, продлившийся вплоть до 1170 года, характерен интеграцией викингов в ирландское общество. Процветание городов, торговли и производства всевозможных предметов укрепляло экономику, давая развиваться традиционному ирландскому искусству. Ирландские короли набрали достаточно силы, чтобы быть равным соперником викингам. Таким образом, верховный король Бриан Бору объединяет под своей властью разрозненные ирландские королевства и изгоняет викингов с острова. Наиболее значимой и известной битвой этих событий является битва при Клонтарфе 1014 года, в результате которой войска викингов были разгромлены, а сам Бриан Бору погиб.

## Послы

### Посол Швеции в Ирландии
В декабре 2023 года послом Швеции в Ирландии назначается Лина Хольмстрём ван дер Вейден. Ван дер Вейден ранее занимала руководящие должности в Европейской службе внешних связей, делегации ЕС при ОЭСР и Министерстве иностранных дел Швеции.

### Посол Ирландии в Швеции
С сентября 2023 года должность посла занимает Барбара Джонс. Ранее была послом Ирландии в Мексике с аккредитацией в ряде стран Центральной Америки, а также работала в канцелярии премьер-министра и в структурах, отвечающих за гуманитарную помощь и координацию в ЕС.

## Диаспора
Согласно переписи 2022 года, в Ирландии проживает 1944 шведа, а в Швеции, по данным 2023 года, живут 3467 ирландцев.